# Samuel Guo Chuanzhen
Samuel Guo Chuanzhen OFM, chinesisch 郭傳真, Pinyin Guō Chuánzhēn, (* 14. April 1918 in Jinan; † 6. November 2012 ebenda) war Weihbischof im römisch-katholischen Erzbistum Jinan.

## Leben
Samuel Guo Chuanzhen trat 1931 in das Seminar ein und studierte Literatur, Philosophie und Theologie. Am 8. Dezember 1944 empfing er die Priesterweihe. Ab 1945 studierte er Kirchengeschichte an der katholischen Furen-Universität in Peking, musste aber sein Studium 1949 mit der Gründung der Volksrepublik China beenden und in seine Diözese zurückkehren. Er war Pfarrer in Zhengjuesijie und Lehrer am dortigen Kleinen Seminar. Mit dem landesweiten Religionsverbot arbeitete er ab 1963 in der Nahrungsmittelindustrie. Während der Kulturrevolution war er zunächst in einem Arbeitslager interniert und 16 Jahre lang unter Hausarrest gestellt.
Erst 1982 wurde ihm wieder eine Tätigkeit in der Seelsorge und als Priester erlaubt. Er war 1983 Gründer und Rektor des Priesterseminars in der Provinz Shandong.
Am 24. April 1988 wurde er zunächst ohne ein päpstliches Mandat zum Weihbischof im Erzbistum Jinan ernannt, mit Anerkennung durch die Chinesische Katholisch-Patriotische Vereinigung, jedoch anfangs noch ohne Apostolische Anerkennung der römischen Kurie. Diese erfolgte aber später.
Guo erlitt in den späten 1990er Jahren mehrere Schlaganfälle und lebte in der Pfarrei der ehemaligen Kathedrale der Unbefleckten Empfängnis in Jinan.